# Micanopy
Micanopy város az USA Florida államában, Alachua megyében. Lakosainak száma 648 fő (2020. április 1.).

## Népesség
A település népességének változása:
| Lakosok száma | 653  | 600  | 648  |
|               | 2000 | 2010 | 2020 |